# Anthocyaan

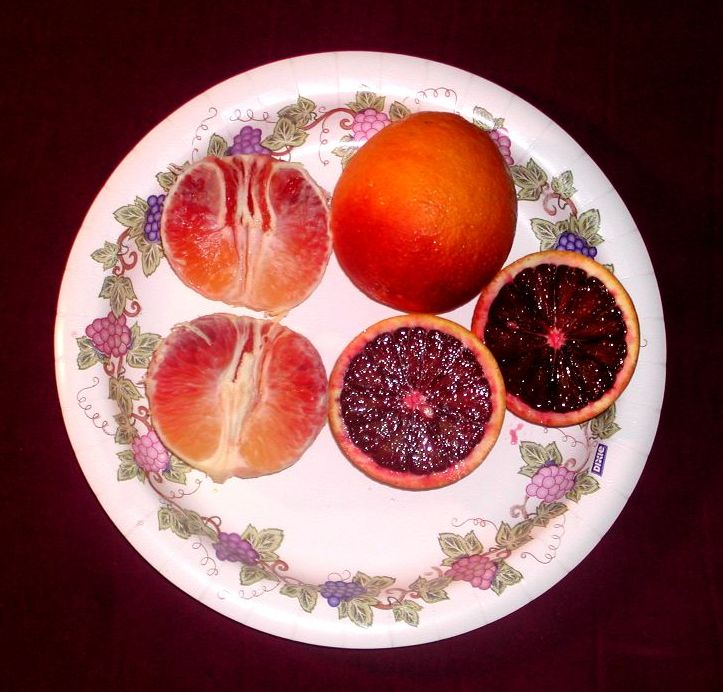
Bloedsinaasappels zijn rood door anthocyaan

Basisstructuur van anthocyanidines. Anthocyanen zijn glucosides van anthocyanidines

Anthocyanen zijn kleurstoffen die in de celvacuole van hogere planten voorkomen, vooral in de epidermiscellen en behoren tot de flavonoïden. Er zijn ongeveer 250 verschillende anthocyanen bekend. Ze komen overal in de plant voor, maar vooral in bloemen, vruchten en bladeren. Het geeft aan rodekool zijn specifieke paarsrode kleur. Anthocyanen zorgen voor de rode herfstkleuren van bladeren. Ze zijn in voeding toegelaten onder E-nummer E163.

## Voorkomen
Anthocyanen komen niet voor in dieren, micro-organismen en waterplanten. Bij de biosynthese zijn namelijk stoffen nodig die bij de fotosynthese gevormd worden. Bij ondergedoken waterplanten is er niet voldoende licht aanwezig voor de vorming van deze stoffen. Ook enkele landplanten, die behoren tot de Caryophyllales en cactussen, vormen geen anthocyaan maar betalaïne.
| Voedingsmiddel   | Anthocyaan in mg per 100 g voedingsmiddel |
| ---------------- | ----------------------------------------- |
| Appelbes         | 200-1000                                  |
| Aubergine        | 750                                       |
| Bloedsinaasappel | ≈ 200                                     |
| Gewone braam     | ≈ 115                                     |
| Bosbessen        | 80-420                                    |
| Framboos         | 10-60                                     |
| Kers             | 350-400                                   |
| Zwarte bes       | 80-420                                    |
| Druif (rode)     | 30-750                                    |
| Rode wijn        | 24-35                                     |

## Indicator
Anthocyaan werd gebruikt als een zuur/base-indicator: als men bij de stof een zure oplossing (een zuur, zoals zoutzuur of azijn) voegt, kleurt de oplossing rood; als men bij de stof een basische oplossing (een base, zoals natronloog of soda in water of ammonia) voegt, kleurt de stof over blauw en groen, geel.
Dit is ook de reden waarom men bij de bereiding van rodekool een scheutje azijn toevoegt, daardoor krijgt de rodekool een lichtere paars/rode kleur.